# Самюель Фрідйонссон
Заголовок цієї статті — це ісландське ім'я, де Самюель — особове ім'я, а Фрідйонссон — ім'я по батькові. 
Самюель Карі Фрідйонссон (ісл. Samúel Kári Friðjónsson, нар. 22 лютого 1996, Рейк'янесбаїр) — ісландський футболіст, півзахисник норвезької «Волеренги» і національної збірної Ісландії.

## Клубна кар'єра
У дорослому футболі дебютував 2012 року виступами за команду клубу «Кеплавік», в якій провів один сезон, взявши участь у 2 матчах чемпіонату. Влітку 2013 року дворічний контракт з юним ісландцем уклав англійський «Редінг», який згодом подовжив угоду ще на рік. Проте гравець виступав протягом цього періоду виключно з молодіжну команду клубу, не провівши за його основний склад жодної гри, і по завершенню контракту залишив Англію у статусі вільного агента.
До складу норвезької «Волеренги» приєднався 16 червня 2016 року, уклавши контракт на 3,5 роки.

## Виступи за збірні
2011 року дебютував у складі юнацької збірної Ісландії, взяв участь у 31 іграх на юнацькому рівні, відзначившись 5 забитими голами.
З 2015 року залучався до складу молодіжної збірної Ісландії. На молодіжному рівні зіграв у 7 офіційних матчах.
На початку 2018 року дебютував в офіційних матчах у складі національної збірної Ісландії. Провівши дві контрольні гри у її складі справив позитивне враження на тренерський штаб збірної і потрапив до її заявки для учсті у чемпіонаті світу 2018 року.

## Статистика виступів

### Статистика клубних виступів
Станом на 1 січня 2018 року
| Сезон                 | Клуб                  | Чемпіонат             | Чемпіонат | Чемпіонат | Національний кубок | Національний кубок | Національний кубок | Континентальні кубки | Континентальні кубки | Континентальні кубки | Суперкубки | Суперкубки | Суперкубки | Усього | Усього |
| Сезон                 | Клуб                  | Ліга                  | Ігор      | Голів     | Ліга               | Ігор               | Голів              | Ліга                 | Ігор                 | Голів                | Ліга       | Ігор       | Голів      | Ігор   | Голів  |
| --------------------- | --------------------- | --------------------- | --------- | --------- | ------------------ | ------------------ | ------------------ | -------------------- | -------------------- | -------------------- | ---------- | ---------- | ---------- | ------ | ------ |
| 2012                  | «Кеплавік»            | ЧІ                    | 0         | 0         | КІ+КІЛ             | 0                  | 0                  | -                    | -                    | -                    | -          | -          | -          | 0      | 0      |
| січ.-черв. 2013       | «Кеплавік»            | ЧІ                    | 2         | 0         | КІ+КІЛ             | 0                  | 0                  | -                    | -                    | -                    | -          | -          | -          | 2      | 0      |
| Усього за «Кеплавік»  | Усього за «Кеплавік»  | Усього за «Кеплавік»  | 2         | 0         |                    | 0                  | 0                  |                      | -                    | -                    |            | -          | -          | 2      | 0      |
| лип.-груд. 2016       | «Волеренга»           | ТЛ                    | 0         | 0         | КН                 | 0                  | 0                  | -                    | -                    | -                    | -          | -          | -          | 0      | 0      |
| 2017                  | «Волеренга»           | ЕС                    | 11        | 2         | КН                 | 2                  | 0                  | -                    | -                    | -                    | -          | -          | -          | 13     | 2      |
| Усього за «Волеренга» | Усього за «Волеренга» | Усього за «Волеренга» | 11        | 2         |                    | 2                  | 0                  |                      | -                    | -                    |            | -          | -          | 13     | 2      |
| Усього за кар'єру     | Усього за кар'єру     | Усього за кар'єру     | 13        | 2         |                    | 2                  | 0                  |                      | -                    | -                    |            | -          | -          | 15     | 2      |

## Титули і досягнення
- Володар Кубка Норвегії (1):

«Вікінг»: 2019